# Slatina (Sopot)
Slatina (Servisch cyrillisch Слатина) is een plaats in de Servische gemeente Sopot. De plaats telt 254 inwoners (2002).